# La del Soto del Parral
La del Soto del Parral es una zarzuela en dos actos, divididos en tres cuadros, con libreto de Luis Fernández de Sevilla y Anselmo C. Carreño y música de Reveriano Soutullo y Juan Vert. Se estrenó en el Teatro de La Latina de Madrid el 26 de octubre de 1927, consiguiendo un éxito tan resonante que el 15 de diciembre del mismo año se representa también en el Teatro Apolo por una larga temporada. 

## Comentario
El libreto de esta zarzuela sigue los patrones normales de los dramas rurales, demostrando el buen hacer de los escritores, al crear un cuadro lleno de costumbrismo y color local, a la vez que está ambientado en Segovia, el sitio natal de uno de los libretistas, Anselmo C. Carreño.
Por la parte musical, esta es la segunda zarzuela de los maestros Soutullo y Vert, que consigue un gran éxito, con la que comienzan a obtener reconocimiento, tras el estreno de una de sus primeras colaboraciones, La leyenda del beso. En esta obra se alejan del ambiente de opereta que predominaba en su anterior trabajo para acercarse al costumbrismo rural, creando una partitura de grandes vuelos líricos, con ciertas influencias del verismo italiano, que había ido cogiendo auge, sin que por ello pierda el espíritu español que impregna toda la obra. También se puede observar una gran sabiduría en la orquestación, donde se aprecia el gran sentido sinfónico que posee esta obra, saliéndose de la línea tradicional y siguiendo el camino que en un principio había marcado Usandizaga con su obra Las golondrinas.

## Argumento
La acción transcurre en Segovia, a mediados del siglo XIX.

### Acto primero

#### Cuadro primero
En un altozano se alza una finca rústica, conocida como "El Soto del Parral", en la que viven Germán, un labrador, y su esposa Aurora, ayudados por Damián, un torpe mozo con problemas de sueño, y Catalina, una pizpireta criada, empecinada en casarse con Damián.
Los mozos retornan de la faena y disfrutan con las canciones y el baile del tonto, entre ellos llega el Tío Sabino, famoso curandero de la región, a hablar con Damián sobre sus problemas. Al momento entra el Tío Prudencio, famoso coplero, preparando un romance basado en un extraño rumor que se corre por el pueblo, sobre la futura boda de Miguel, hijo del antiguo propietario del Soto.
Germán, al oír la alegría de los mozos, no la puede compartir debido a que guarda en su corazón una pena, e intenta aparentar despreocupación y alegría ante Aurora, la cual no entiende el porqué de su actitud y se lo reprocha constantemente, tratando de sonsacarle la verdad. Llega Miguel a la casa, a felicitar a los dueños y a comentarles su futura boda con Angelita.
En un aparte Germán trata de advertir a Miguel sobre la decisión que ha tomado de casarse con ella, y de lo mal que le podría pesar; a las que Miguel no hace caso, pero marcha preocupado por el secreto de Germán. Por otra parte, Catalina persigue a Damián intentando que este se le declare pronto para así celebrar la boda.
Aurora comenta con el Tío Sabino sobre el extraño comportamiento de Germán, cuando llega el Tío Prudencio, y comenta sobre el romance que tiene preparado, basándose en los rumores y sobre todo, en el de haber visto a Germán entrado en la casa de Angelita a altas horas de la noche. Aurora se enfurece ante estas acusaciones, cuando llega Miguel buscando a Germán para ajustarle las cuentas con respecto a Angelita.
Germán llega, y es retado por Miguel a desmentir el rumor sobre Angelita, a lo que Aurora también lo repudia, conminándole a marchar de la casa. Cabizbajo, marcha ante el llanto de Aurora y la consternación de todos.

### Acto segundo

#### Cuadro segundo
En un zaguán del Soto, Damián y Catalina preparan las cosas para celebrar su tercera amonestación, comentando los regalos que le han hecho llegar los amigos y amigas; agradeciendo también al Tío Sabino su ayuda, al curar el mal de sueño que tenía Damián.
Aurora, apesadumbrada, interroga al Tío Sabino sobre el paradero de Germán, e intentando indagar sobre el secreto que comparten ambos (el Tío Sabino y Germán), sobre la Angelita, sospechando que en realidad su matrimonio fue una farsa para poder heredar el "Soto del parral" y que su amor siempre ha sido por Angelita; Llega Miguel, preguntando también por el paradero de Germán, y comentando sobre sus dudas acerca de la Angelita y su amistad con Germán.
A la casa llega el Tío Prudencio, buscando material para su romance e interroga a Damián y Catalina, los cuales lo despiden con malos modos, ya que lo ven como el causante de todas las amarguras de sus amos. Germán, entra en la casa y habla con Aurora, revelándole la verdad: En realidad él entró en la casa de Angelita, para hacerle quitar de la cabeza la idea de casarse con Miguel, el hijo del antiguo dueño del Soto del parral, puesto que ella había sido amante del antiguo señor y sería una deshonra hacer tal matrimonio, sin que Miguel supiera nada de su pasado.
Entra sigilosamente el Tío Prudencio, trayendo un mensaje para Germán, y es que la Angelita lo cita esa noche en una cabaña a las afueras del pueblo. Al principio se resiste, pero decide aceptar dicha cita. Llega Miguel, y al ver a Germán, se enfurece y lo recrimina por su conducta delante de todos. Damián y Catalina deciden sacar dulces y vino, para celebrar su amonestación y quitar hierro al asunto, pero no calman los ánimos, Germán y Miguel cruzan palabras y marchan fuera de la casa a resolver su disputa, ante la consternación de todos.

#### Cuadro tercero
En las afueras del pueblo, cercano al Soto, se preparan para celebrar las bodas de Damián y Catalina. El Tío Sabino comenta con el Tío Prudencio sobre los últimos acontecimientos y le sonsaca sobre la extraña cita que tuvo Germán con la Angelita, esa noche, en la cabaña a las afueras del pueblo. 
Todos llegan alegres y felicitando a la pareja, pero Aurora es la única preocupada ante la ausencia de Germán tras la discusión. Entre los invitados aparece el Tío Prudencio, el cual hace saber a Aurora la cita de Germán con la Angelita.
En medio del baile aparece Germán acompañado de Miguel, el cual viene convencido de la verdad, al haber oído escondido, durante el encuentro de Germán con Angelita, toda la verdad.
La obra concluye con la alegría de Damián y Catalina, y la tranquilidad futura de Germán y Aurora.

## Números Musicales
- - Preludio[2]
- Acto I 
  - Coro: “Voz de la campana”
  - Solo: "No hay en tierras de Segovia"
  - Coro: "No hay un tonto"
  - Romanza de Germán: “Ya mis horas felices”
  - Dúo cómico de Catalina y Damián: “Que soy la más linda”
  - Ronda de enamorados: “¿Dónde estarán nuestros mozos?”
  - Dúo de Aurora y Miguel: “Mintió su cariño”.
  - Fin del acto primero - cuadro primero: "¡Paso Aurora!"

- Acto II: 
  - Coro de la consulta: “¿A la consulta se puede entrar?”
  - Romanza de Miguel: "Fuerza que me vence"[3]
  - Dúo de Aurora y Germán: “Ten pena de mis amores”
  - Concertante - Fin del cuadro segundo “¿Qué buscas, qué quieres de mi?
  - Galas: “En la cumbre nace el agua”.
  - Fin de la obra: "En la cumbre nace el agua"

## Personajes principales
- Aurora: Labradora, casada con Germán. Soprano
- Germán: Labrador, casado con Aurora. Barítono.
- Miguel: Amigo de Germán y novio de Angela. Tenor.
- Catalina: Moza graciosa y algo dominante, novia de Damián. Tiple cómica (salvo en la versión de Alhambra en que Teresa Berganza canta el papel.)
- Damián: Mozo holgazán y novio de Catalina. Tenor cómico.
- Tío Sabino: Curandero y matasanos. Actor cantante.
- Tío Prudencio: Romancero y correveidile. Actor